# Философия менеджмента
Философия менеджмента (философия управления) — направление внутри социальной философии, исследующее концепции, затрагивающие роли и области присутствия человека-субъекта в концепции управленческого процесса, а кроме того формы и методы их осуществлении в функционировании и формировании концепций управления. Философия управления претендует на обобщенный, понятийно-смысловой анализ теоретико-методологических проблем менеджмента, на выяснение методологических начал концепций менеджмента и эволюции основных парадигм, а также на выработку поведенческо-этического кодекса эффективного функционирования организации. 
Философия менеджмента может затрагивать не только вопросы управления внутри коммерческих и некоммерческих организаций, а применяться для анализа управленческой деятельности государств и иных форм общественных взаимодействий, разработанных индивидами в ходе исторического развития.

## Субъект и объект менеджмента, их взаимосвязь
Основная статья: Менеджмент
Субъект менеджмента — это человек или группа людей, создающих управленческие воздействия в рамках организации и в целях реализации её целей и задач. Объект менеджмента — это все то, на что ориентированы управленческие воздействия субъекта менеджмента. Объектами менеджмента могут выступать персонал организации, её конкуренты, финансы организации, производство, сбыт, поставщики ресурсов, информация т. д. Субъекты и объекты менеджмента представляют собой в совокупности систему управления организации.

## Субстанция управленческой системы
Ряд исследователей (работы В. Шепеля, И. Богачека, В. Диева, П. Щедровицкого и Г. Петровой) предлагает новую интерпретацию социальной онтологии, из которой и происходит современная философия управления.
«Современный человек — человек в коммуникациях — постоянно (как и сами коммуникации) меняющийся, движущийся, вынужденный всегда находиться в состоянии успевания (успеха) за происходящими изменениями в социальных, культурных и профессиональных областях. Такой человек обязан быть гибким, уметь быстро адаптироваться к социокультурному пространству, потерявшему всяческую устойчивость. В литературе названный процесс адаптации определяется в терминах "театра", "переодевания", "масочности", "смене масок", а личность, втянутая в этот театр, определяется как "многоликое Я"»
Эта новая социокультурная действительность изменяет саму привычную структуру работы «бюрократических» корпораций (М. Вебер, Э. Мэйо) в которых основу производственной мотивации составляли рациональная четкость, стандартизация, системная иерархия межличностных отношений и индивидуальный профессионализм. «Основной атрибут современной социальной реальности — информационная коммуникативность... Такое общество никогда не останавливается, никогда не имеет современности как настоящего времени. Настоящее утратило основу (ту самую метафизическую субстанцию), и под влиянием информации, пребывающей только в движении, общество всегда находится в ситуации "после настоящего", оно может мыслится только в залоге "пост". Современность (настоящее) всегда существует как постсовременность». Таким образом, новое понятие современного управления, которое строится не из общего центра, «устраняет его тождество с властью, что означает принципиальное изменение его онтологии. Теряя властную субстанцию, управление становится десубстанционализируемым — коммуникативным».

## Методологический подход
Цели частной методологии менеджмента двояки: с одной стороны, рефлексия и осмысление затруднений в конкретных дисциплинах (в данном случае в менеджменте), с другой – обсуждение путей преодоления этих затруднений и проблем. Показательной работой в рамках этого направления является книга Питера Друкера «Задачи менеджмента в XXI веке».
Он предлагает отбросить существующие мифы относительно теории менеджмента, и выводит следующие положения:
- Менеджмент – это не только менеджмент бизнеса[6];
- Не существует единственно правильного типа организационной структуры и единственно правильного способа управления персоналом, причем людьми лучше вообще не управлять[7];
- «Разными группами работников нужно управлять по-разному; одной и той же группой работников следует управлять по-разному в разных ситуациях. Все чаще «служащими» следует управлять как «партнерами», а партнерство уже исключает «управление», поскольку предполагает равенство участников. Партнеры не могут приказывать друг другу. Они могут только убеждать друг друга... Людьми не надо «управлять». Задача – направлять людей[8]»;
- Технологии и конечное использование не являются постоянными и заданными[9];
- Менеджмент не ограничен внутренней средой организации, не менее важно воздействие на внешнюю среду[10];

Методологический подход предполагает рефлексию сложившейся деятельности на предмет ее совершенствования или реорганизации. В работе П.Ф Друкера нам предлагается частный метод подобной рефлексии - методический подход, который основывается на анализе опыта конкретной управленческой ситуации.

## См.также
- Менеджмент
- Социальная философия
- Научная организация труда
- Теория X и теория Y